# Edison Pettit
Edison Pettit (Peru, 22 de setembre de 1889 - Tucson, 6 de maig de 1962) va ser un astrònom estatunidenc.
Pettit va obtenir el títol de llicenciat en l'Escola Normal de l'Estat de Nebraska al Peru. Va ensenyar astronomia al Washburn College de Topeka (Kansas), de 1914 a 1918. Es va casar amb Hannah Steele Pettit, que era assistent de l'Observatori Yerkes, i va rebre el seu doctorat. de la Universitat de Chicago el 1920.
Poc després es va convertir en membre del personal de l'Observatori de Mount Wilson. Inicialment es va especialitzar en astronomia solar i va construir els seus propis termoparells. També va fer observacions visuals de Mart i Júpiter. Fins i tot després de la seva jubilació, va seguir fent espectrografies per a diversos observatoris a la botiga de màquines de casa seva.
El cràter lunar Pettit i el cràter marcià Pettit duen el seu no.